# Procesy załogi Treblinki
Procesy załogi Treblinki – procesy członków personelu niemieckiego nazistowskiego obozu zagłady Treblinka II, które po zakończeniu II wojny światowej toczyły się przed sądami w Republice Federalnej Niemiec, Polsce, Stanach Zjednoczonych, Izraelu i ZSRR.
Pierwszy proces esesmana z Treblinki odbył się w 1951 roku. Sąd we Frankfurcie nad Menem skazał wtedy Josefa Hirtreitera na karę dożywotniego pozbawienia wolności. Trzy lata później w Warszawie skazano na kary długoletniego więzienia czterech ukraińskich strażników.
Najważniejszy proces w sprawie Treblinki toczył się w Düsseldorfie w latach 1964–1965. Na ławie oskarżonych zasiadło wtedy dziesięciu członków niemieckiej załogi, w tym zastępca komendanta Kurt Franz. Dzięki zeznaniom ocalałych więźniów prokuratura zdołała doprowadzić do skazania dziewięciu oskarżonych, przy czym Franz oraz trzech innych esesmanów usłyszeli wyroki dożywotniego więzienia. „Drugi proces załogi Treblinki” również odbył się w Düsseldorfie, lecz w tym przypadku na ławie oskarżonych zasiadł jedynie komendant obozu Franz Stangl. W 1970 roku został on uznany za winnego współudziału w masowym mordzie na 900 tys. Żydów i skazany na karę dożywotniego więzienia.
W latach 80. Stany Zjednoczone pozbawiły obywatelstwa dwóch ukraińskich imigrantów, których podejrzewano, iż byli strażnikami w Treblince. Jeden z nich, Fiodor Fedorenko, został w 1984 roku deportowany do ZSRR, gdzie dwa lata później skazano go na karę śmierci i stracono. Z kolei w 1986 roku do Izraela ekstradowano Iwana Demianiuka, gdzie po głośnym procesie został skazany na karę śmierci. Postępowanie apelacyjne wykazało jednak, iż Demianiuk nie był słynnym z okrucieństwa strażnikiem o przydomku „Iwan Groźny” i nigdy nie służył w Treblince.

## Tło historyczne
Obóz Treblinka II był jednym z trzech ośrodków zagłady utworzonych przez Niemców w ramach akcji „Reinhardt”. Funkcjonował od lipca 1942 roku, służąc eksterminacji ludności żydowskiej. Ustalenie dokładnej liczby ofiar Treblinki nastręcza wielu trudności. Zdaniem Jacka A. Młynarczyka minimalną liczbę zamordowanych należy szacować na 780 863 osoby. Edward Kopówka, dyrektor Muzeum Treblinka, uważa z kolei, że „jako podstawę” należy przyjąć liczbę 800 tys. ofiar. 2 sierpnia 1943 roku w Treblince wybuchło powstanie, w którego trakcie zbiegło około 400 więźniów. Niedługo później Niemcy przystąpili do likwidacji obozu. W ciągu niespełna trzech miesięcy rozebrano wszystkie budynki i ogrodzenia, masowe groby zasypano i obsiano łubinem, a na terenie poobozowym wzniesiono gospodarstwo rolne. Za ostatni dzień funkcjonowania obozu uznawany jest 17 listopada 1943 roku, kiedy to w pobliskim lesie rozstrzelano ostatnią grupę żydowskich więźniów.
W skład obozowej załogi wchodziło przeciętnie około 30–40 Niemców i Austriaków. Byli to funkcjonariusze SS; większość z nich uczestniczyła wcześniej w akcji T4, czyli eksterminacji osób chorych psychicznie i niepełnosprawnych umysłowo. Niemiecki personel wspomagała kompania wartownicza złożona z około 90–120 strażników (wachmanów). Rekrutowali się oni spośród tzw. Trawniki-Männer, czyli wschodnioeuropejskich kolaborantów, których przeszkolono w obozie SS w Trawnikach. W większości wypadków byli to sowieccy jeńcy wojenni, zazwyczaj narodowości ukraińskiej, którzy z rozmaitych względów zgodzili się przejść na służbę niemiecką.
Sporządzenie pełnej listy członków załogi pozostaje z wielu przyczyn niemożliwe. Do 2014 roku historykom udało się ustalić nazwiska 62 esesmanów oraz 66 wachmanów, którzy pełnili służbę w Treblince. Piętnastu członków niemieckiego personelu – w tym pierwszy komendant Irmfried Eberl i budowniczy obozu Richard Thomalla – zginęło lub zmarło w czasie wojny lub krótko po jej zakończeniu. Pozostali esesmani w większości zaginęli bez śladu lub z różnych przyczyn nie zostali pociągnięci do odpowiedzialności karnej. Osądzenia uniknął m.in. jeden z najokrutniejszych członków obozowej załogi, Kurt Küttner („Kiwe”), a także budowniczy komór gazowych, Lorenz Hackenholt. Tylko nieliczni zostali osądzeni i ukarani.

## Proces Josefa Hirtreitera we Frankfurcie nad Menem

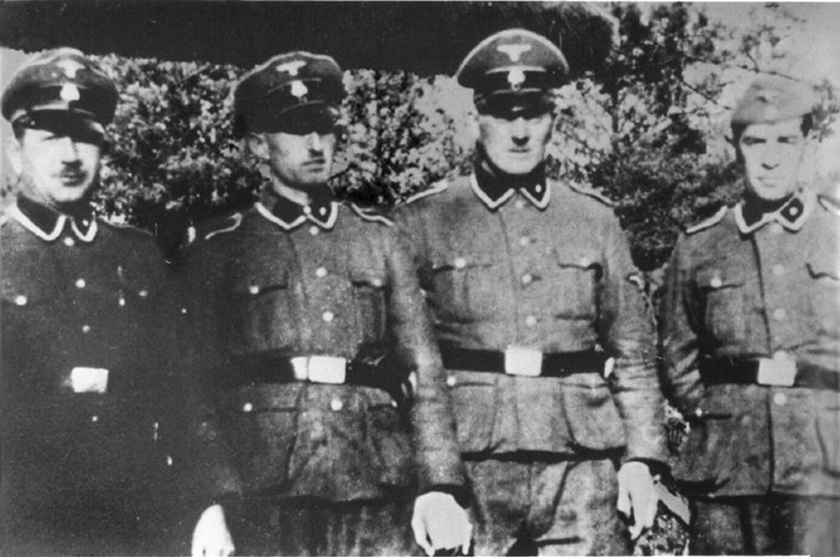
Członkowie załogi Treblinki przed obozowym zoo. Pierwszy z prawej stoi Josef Hirtreiter

Pierwszym członkiem załogi Treblinki osądzonym za zbrodnie popełnione w obozie był Josef Hirtreiter. W lipcu 1946 roku, gdy przebywał jeszcze w amerykańskim obozie dla internowanych w Darmstadt, został oddany do dyspozycji niemieckiej prokuratury we Frankfurcie nad Menem, która podejrzewała go o udział w mordach dokonywanych w „ośrodku eutanazji” w Hadamarze. W czasie przesłuchania przyznał, że po zakończeniu akcji T4 został przeniesiony do „obozu w Małkini niedaleko Warszawy”. Ponieważ jednak w okupowanych Niemczech sprawy dotyczące zbrodni w obozach koncentracyjnych znajdowały się pod jurysdykcją trybunałów alianckich, niemieccy śledczy nie podjęli tego wątku. Nie zdołali mu także udowodnić współudziału w mordowaniu osób psychicznie chorych. W konsekwencji śledztwo zostało umorzone, a Hirtreitera ponownie wydano w ręce władz okupacyjnych. Wkrótce amerykański sąd denazyfikacyjny wymierzył mu karę 10 lat ciężkich robót za współudział w zamordowaniu około 4–5 tys. Żydów w obozie w Treblince.
W lipcu 1948 roku w jednej z frankfurckich gazet ukazał się artykuł na temat skazania Hirtreitera przez sąd denazyfikacyjny. Stało się to bezpośrednim impulsem do wszczęcia przez zachodnioniemiecką prokuraturę śledztwa w sprawie zbrodni, które popełnił w Treblince (od 1948 roku niemieckie sądownictwo było już uprawnione do rozpatrywania tego typu spraw). W trakcie procesu wystąpiło w charakterze świadków dwóch ocalałych więźniów: Abraham Bomba i Szyja Warszawski. Wyrokiem z 3 marca 1951 roku sąd we Frankfurcie nad Menem uznał Hirtreitera za winnego skatowania i zabicia dwóch żydowskich więźniów, przy których znaleziono ukryte pieniądze. Udowodniono mu także, że wielokrotnie dopuścił się morderstw na małych dzieciach i niemowlętach, które wyrywał z rąk matek, po czym roztrzaskiwał im głowy o ściany wagonów lub budynków. Został skazany na karę dożywotniego pozbawienia wolności.
Podczas śledztwa Hirtreiter wskazał nazwiska kilku kolegów, którzy wraz z nim uczestniczyli w akcji T4, a następnie zostali przeniesieni do okupowanej Polski, by wziąć udział w Zagładzie Żydów. Informacje uzyskane w czasie śledztwa i procesu przeciwko Hirtreiterowi odegrały bardzo istotną rolę podczas śledztwa przeciwko byłym członkom załogi Treblinki, które zachodnioniemieckie władze wszczęły pod koniec lat 50.

## Proces czterech wachmanów z Treblinki w Warszawie
W 1954 roku przed Sądem Wojewódzkim w Warszawie stanęło czterech mężczyzn narodowości ukraińskiej: Piotr Dmitrenko, Teodozy Melnik, Mikołaj Osyczański i Wasyl Rudenko. Wszyscy byli strażnikami w obozie zagłady w Treblince. W kwietniu 1943 roku porzucili służbę niemiecką, a po wojnie zamieszkali pod przybranymi nazwiskami na Ziemiach Odzyskanych.
W trakcie procesu Dmitrenko, Melnik i Osyczański przyznali, iż jako wachmani pełnili służbę na terenie obozu zagłady, aczkolwiek zaprzeczyli, jakoby bezpośrednio uczestniczyli w zabijaniu Żydów. Rudenko przyznał natomiast, że służył jako woźnica w plutonie gospodarczym kompanii wartowniczej. Wyrokiem z 22 czerwca 1954 roku Dmitrenko, Osyczański i Melnik zostali skazani na karę 12 lat więzienia oraz utratę praw publicznych i obywatelskich praw honorowych na 5 lat. Rudenko został skazany na karę 8 lat więzienia i utratę praw publicznych na 5 lat. Skazani wnieśli rewizję od wyroku, jednakże w październiku 1954 roku został on podtrzymany przez Sąd Najwyższy.

## Proces załogi Treblinki w Düsseldorfie

### Uwarunkowania prawne
W czasie, gdy toczyły się śledztwo i proces przeciw członkom załogi Treblinki, w zachodnioniemieckim kodeksie karnym (Strafgesetzbuch – StGB) brak było przepisów odnoszących się bezpośrednio do zbrodni ludobójstwa, zbrodni przeciwko ludzkości, czy też zbrodni wojennych. Z tego powodu osoby oskarżone o udział w najcięższych zbrodniach narodowego socjalizmu mogły być sądzone wyłącznie z artykułu 211 StGB (morderstwo). Zbrodnie nazistowskie, które były motywowane nienawiścią rasową – przede wszystkim związane z eksterminacją Żydów – były zazwyczaj kwalifikowane jako „morderstwo z niskich pobudek”, dokonane w sposób „okrutny” i „podstępny”. Sam fakt służby w obozie zagłady nie był wystarczającą przesłanką do wydania wyroku skazującego – oskarżonemu należało udowodnić, iż osobiście dokonywał zbrodni.
W latach 50. i 60. zachodnioniemieckie sądy rozpatrujące sprawy zbrodni nazistowskich przyjęły linię orzeczniczą, w myśl której za sprawców sensu stricto byli uznawani jedynie Adolf Hitler oraz członkowie ścisłej elity przywódczej III Rzeszy. Niższych rangą zbrodniarzy, będących wykonawcami ich rozkazów, zazwyczaj uznawano natomiast za „pomocników w morderstwie”. Podniesienie kwalifikacji czynu do „współsprawstwa w morderstwie” było możliwe jedynie w przypadku, gdy oskarżenie dysponowało dowodami świadczącymi, że oskarżony wykazywał się okrucieństwem i inicjatywą, które wykraczały poza standardowe wykonywanie rozkazów.
W tych okolicznościach dla uzyskania wyroku skazującego, a w szczególności wysokiego wymiaru kary, kluczowe były zeznania naocznych świadków – w praktyce przede wszystkim ocalałych ofiar. Jeżeli świadków brakowało lub ich zeznania uznano za zbyt mało wiarygodne, sądy zazwyczaj rozstrzygały wątpliwości na korzyść oskarżonych i wydawały wyroki uniewinniające lub wymierzały niskie kary.

### Śledztwo
W 1959 roku powołana rok wcześniej Centrala Badania Zbrodni Narodowosocjalistycznych w Ludwigsburgu wszczęła śledztwo w sprawie zbrodni popełnionych w obozie zagłady w Treblince. Prowadzili je prawnicy Kurt Schwedersky i Dietrich Zeug. Centrala nawiązała współpracę z instytutem Jad Waszem i izraelskimi organami ścigania, a także z „łowcą nazistów” Tuwją Friedmanem. Izraelczycy wskazali zachodnioniemieckim śledczym wielu potencjalnych świadków, a w kilku wypadkach uzyskali także ich wstępne zeznania. Centrala uzyskała również pomoc ze strony Głównej Komisji Badania Zbrodni Hitlerowskich w Polsce (GKBZH). Mimo braku stosunków dyplomatycznych między RFN a PRL przekazała ona do Ludwigsburga dowody zgromadzone w czasie śledztwa, które prowadziła w sprawie zbrodni popełnionych w Treblince. Znajdowały się wśród nich liczne niemieckie dokumenty kolejowe, które zdobył Franciszek Ząbecki – członek Armii Krajowej, pracujący w czasie wojny jako dyżurny ruchu na stacji Treblinka. Kluczowe dla przebiegu śledztwa okazały się jednak akta śledztwa i procesu przeciwko Josefowi Hirtreitrowi. Na ich podstawie udało się wytypować siedmiu podejrzanych oraz kilku potencjalnych świadków.
Śledztwo koncentrowało się wokół osoby Kurta Franza – zastępcy komendanta, a od sierpnia 1943 roku komendanta Treblinki. Na podstawie dowodów zgromadzonych w sprawie Hirtreitera sąd wyraził zgodę na jego aresztowanie. Nastąpiło ono 2 grudnia 1959 roku. W domu Franza odnaleziono wtedy album zatytułowany „Piękne czasy” (niem. Schöne Zeiten), zawierający zdjęcia, które wykonał w Treblince. Niedługo później ocalali więźniowie – m.in. Eliahu Rosenberg, Kalman Taigman, Jankiel Wiernik – złożyli zeznania, które mocno obciążyły zarówno Franza, jak i kilku innych byłych esesmanów. Dzięki zgromadzonym dowodom prokuratura była w stanie uzyskać zgodę na aresztowanie jeszcze siedmiu podejrzanych. Byli oni sukcesywnie zatrzymywani między majem 1960 roku a lipcem 1963 roku.
Akt oskarżenia w sprawie Treblinki został wniesiony 29 stycznia 1963 roku. Wśród oskarżonych znalazło się czternastu byłych esesmanów, przy czym trzech z nich nie należało do załogi obozu zagłady, lecz służyło w pobliskim karnym obozie pracy Treblinka I. Prokuratura opierając się na art. 211 StGB, czyny popełnione przez oskarżonych zakwalifikowała jako morderstwo popełnione z „niskich pobudek” oraz w sposób „okrutny” i „podstępny”. Uznała jednocześnie, że żadnemu z oskarżonych nie można zarzucić sprawstwa głównego (Haupttäter). W rezultacie dziesięciu oskarżonym zarzucono współsprawstwo (Mittäter), a czterem pozostałym pomocnictwo w zbrodni (Gehilfe). Czterej esesmani, w tym wszyscy trzej byli członkowie załogi obozu pracy, zostali później uznani za niezdolnych do udziału w procesie z powodu złego stanu zdrowia. W ten sposób na ławie oskarżonych zasiadło ostatecznie dziesięć osób.
| Imię i nazwisko         | Obóz         | Zadania wykonywane w obozie                                      | Kwalifikacja prokuratury     | Udział w procesie |
| ----------------------- | ------------ | ---------------------------------------------------------------- | ---------------------------- | ----------------- |
| Kurt Franz              | Treblinka II | zastępca komendanta, od sierpnia 1943 komendant obozu            | współsprawstwo w morderstwie | tak               |
| Willy Grossmann         | Treblinka II | wykonywanie różnych zadań na terenie „górnego” i „dolnego” obozu | pomocnictwo w morderstwie    | nie               |
| Otto Horn               | Treblinka II | nadzór nad grzebaniem i kremacją zwłok                           | pomocnictwo w morderstwie    | tak               |
| Erwin Lambert           | Treblinka II | budowniczy „nowych” komór gazowych                               | pomocnictwo w morderstwie    | tak               |
| Heinrich Arthur Matthes | Treblinka II | kierownik „górnego obozu” (obszar zagłady)                       | współsprawstwo w morderstwie | tak               |
| Willi Mentz             | Treblinka II | kat w „lazarecie”                                                | współsprawstwo w morderstwie | tak               |
| August Wilhelm Miete    | Treblinka II | nadzór nad „lazaretem”, selekcjonowanie więźniów                 | współsprawstwo w morderstwie | tak               |
| Gustav Münzberger       | Treblinka II | nadzór nad komorami gazowymi i komandem tragarzy zwłok           | współsprawstwo w morderstwie | tak               |
| Albert Rum              | Treblinka II | wykonywanie różnych zadań na terenie „górnego” i „dolnego” obozu | pomocnictwo w morderstwie    | tak               |
| Otto Stadie             | Treblinka II | kierownik administracyjny, sierżant kompanii wachmanów           | współsprawstwo w morderstwie | tak               |
| Franz Suchomel          | Treblinka II | nadzór nad komandem Goldjuden („złoci Żydzi”)                    | współsprawstwo w morderstwie | tak               |
| Karl Prefi              | Treblinka I  | zastępca komendanta                                              | współsprawstwo w morderstwie | nie               |
| Hans Heinbuch           | Treblinka I  | nadzór nad „barakami żydowskimi”                                 | współsprawstwo w morderstwie | nie               |
| Johann Röge             | Treblinka I  | strażnik                                                         | współsprawstwo w morderstwie | nie               |

### Przebieg procesu
Proces przed sądem krajowym w Düsseldorfie rozpoczął się 12 października 1964 roku. Początkowo sędziowie zakładali, że zakończy się nie później niż w połowie stycznia 1965 roku. W rzeczywistości trwał blisko rok i okazał się najdłuższym – po procesie załogi Auschwitz-Birkenau we Frankfurcie – procesem zbrodniarzy nazistowskich w dotychczasowej historii wymiaru sprawiedliwości RFN. W lutym 1965 roku sędziowie, prokuratorzy i obrońcy udali się do Izraela, a miesiąc później do USA, aby przesłuchać zamieszkałych tam świadków, którzy z różnych przyczyn nie byli w stanie przybyć do RFN. W maju 1965 roku w analogiczny sposób przesłuchano kilku świadków zamieszkałych w Nowym Jorku, Montrealu i Caracas. Proces na bieżąco relacjonowała zachodnioniemiecka prasa, jej uwaga koncentrowała się zwłaszcza na osobie Kurta Franza.
Zasadniczo oskarżeni nie zaprzeczali, iż uczestniczyli w eksterminacji Żydów. Żaden nie twierdził także, że nie był świadomy, iż była ona sprzeczna z prawem obowiązującym w III Rzeszy. Większość utrzymywała, że działali pod przymusem, gdyż nie byli w stanie uzyskać przeniesienia z Treblinki, a odmowa wykonania zbrodniczych rozkazów wiązałaby się z bezpośrednim zagrożeniem dla ich życia. Kurt Franz, który był de facto głównym oskarżonym, przyjął natomiast linię obrony polegającą na zaprzeczaniu wszystkim oskarżeniom. Zaprzeczał, jakoby był znanym ze skrajnego okrucieństwa esesmanem o przydomku „Lalka”, zaprzeczał, iż pełnił jakąkolwiek funkcję kierowniczą w obozie, a nawet utrzymywał, że nigdy nie był członkiem NSDAP. Twierdził, że jest ofiarą spisku, ocalałym więźniom zarzucał kłamstwo, a sędziom – stronniczość. Jego butna postawa kilkukrotnie wywołała oburzenie publiczności i jawną irytację sędziów. Już w pierwszej fazie procesu kilku współoskarżonych podważyło jego linię obrony, zeznając, że przebywał na terenie obozu w październiku i listopadzie 1943 roku, co do pewnego stopnia potwierdzało tezę oskarżenia, iż był ostatnim komendantem Treblinki i zlecił rozstrzelanie ostatniej trzydziestoosobowej grupy więźniów. Ponadto wszyscy oskarżeni zgodnie zeznali, że przez długi czas Franz pełnił funkcję zastępcy komendanta.
Początkowo na liście świadków znajdowało się 85 nazwisk, lecz ostatecznie ich liczba wzrosła do 180. W trakcie procesu zeznawało kilku prominentnych niegdyś nazistów: Hans Globke, Werner Best, Bruno Streckenbach. Wszyscy oni zeznali, że żaden esesman nie mógł odmówić wykonania rozkazu bez narażenia się na najsurowsze konsekwencje, aczkolwiek żaden nie był w stanie wskazać przypadku wykonania wyroku śmierci za odmowę zabijania Żydów. Później powołani przez sąd biegli wykazali, że sankcje stosowane wobec esesmanów, którzy odmówili wykonania rozkazu, nie były przesadnie surowe, a w dodatku nie jest znany żaden przypadek ukarania esesmana za odmowę udziału w zbrodniach. W charakterze świadka wystąpił wspomniany Franciszek Ząbecki. Był on w stanie rozpoznać kilku oskarżonych, aczkolwiek ze względu na fakt, że w czasie wojny nie miał wstępu na teren obozu, jego zeznania miały większy wpływ na zrekonstruowanie modus operandi, niż udowodnienie oskarżonym indywidualnej winy. W charakterze biegłego wystąpił także światowej sławy etolog Konrad Lorenz, który sporządził ekspertyzę na temat źródeł agresywnego zachowania Barry’ego – obozowego psa, którym Franz z upodobaniem szczuł swoje ofiary. Kluczowe dla przebiegu procesu okazały się jednak zeznania ocalałych więźniów. Świadkowie tacy jak Jakub Jakubowicz, Leon Lewi, Samuel Rajzman, Richard Glazar, Mosze Rappaport, Abraham Bomba, Jakub Domb, Moszek Laks, Bronka Sukno, Karel Unger, Mejer Zigelmann, Zygmunt Strawczyński, Abraham Kolski i Salek Lachman zidentyfikowali Franza jako osławionego „Lalkę” i dostarczyli wiarygodnych dowodów na jego liczne zbrodnie. Ich zeznania obciążyły także innych esesmanów. W tych okolicznościach niemożliwe stało się utrzymanie przez oskarżonych wspólnej linii obrony. Po pewnym czasie niektórzy zaczęli składać zeznania obciążające byłych kolegów lub przyznawać się do popełnienia niektórych czynów.
13 sierpnia 1965 roku rozpoczęły się mowy końcowe. Prokuratura zażądała dla siedmiu oskarżonych kary dożywotniego pozbawienia wolności, a dla pozostałych – wyroków kilkuletniego więzienia. Obrońca Kurta Franza argumentował, że jego klient był jedynie trybikiem w machinie Zagłady, a prawdziwym winnym jest niemiecki system sądowniczy, który dopuścił do sytuacji, w której Holocaust mógł się wydarzyć. Z kolei adwokat Heinricha Matthesa posunął się do sugestii, że zabijanie więźniów oskarżonych o próbę ucieczki było do pewnego stopnia usprawiedliwione złamaniem przez nich obozowych reguł, a mordowanie chorych i wyczerpanych – koniecznością zapobieżenia rozprzestrzenianiu się chorób zakaźnych. Pozostali obrońcy podnosili m.in. argument braku wystarczających dowodów winy lub działania pod przymusem.
Proces zakończył się 3 września 1965 roku. Oskarżeni usłyszeli następujące wyroki:
| Imię i nazwisko         | Zarzuty                   | Żądanie prokuratury             | Orzeczenie                                                                                     | Zasądzona kara                  |
| ----------------------- | ------------------------- | ------------------------------- | ---------------------------------------------------------------------------------------------- | ------------------------------- |
| Kurt Franz              | morderstwo                | dożywotnie pozbawienie wolności | winny zamordowania 139 osób oraz współudziału w zbiorowym mordzie na 300 tys. osób             | dożywotnie pozbawienie wolności |
| Heinrich Arthur Matthes | morderstwo                | dożywotnie pozbawienie wolności | winny zamordowania 8 osób oraz współudziału w zbiorowym mordzie na 100 tys. osób               | dożywotnie pozbawienie wolności |
| August Wilhelm Miete    | morderstwo                | dożywotnie pozbawienie wolności | winny zamordowania 9 osób oraz współudziału w zbiorowym mordzie na 300 tys. osób               | dożywotnie pozbawienie wolności |
| Willi Mentz             | pomocnictwo w morderstwie | dożywotnie pozbawienie wolności | winny pomocnictwa w zamordowaniu 25 osób oraz pomocnictwa w zbiorowym mordzie na 300 tys. osób | dożywotnie pozbawienie wolności |
| Gustav Münzberger       | morderstwo                | dożywotnie pozbawienie wolności | winny pomocnictwa w zbiorowym mordzie na 300 tys. osób                                         | 12 lat więzienia                |
| Otto Stadie             | morderstwo                | dożywotnie pozbawienie wolności | winny pomocnictwa w zbiorowym mordzie na 300 tys. osób                                         | 7 lat więzienia                 |
| Franz Suchomel          | morderstwo                | dożywotnie pozbawienie wolności | winny pomocnictwa w zbiorowym mordzie na 300 tys. osób                                         | 6 lat więzienia                 |
| Erwin Lambert           | pomocnictwo w morderstwie | 3,5 roku więzienia              | winny pomocnictwa w zbiorowym mordzie na 300 tys. osób                                         | 4 lata więzienia                |
| Albert Rum              | pomocnictwo w morderstwie | 4 lata więzienia                | winny pomocnictwa w zbiorowym mordzie na 100 tys. osób                                         | 3 lata więzienia                |
| Otto Horn               | pomocnictwo w morderstwie | 3 lata więzienia                | uniewinniony                                                                                   | brak                            |

W pierwszej połowie lat 60. w RFN sądzono także członków załóg innych obozów akcji „Reinhardt”, tj. Sobiboru i Bełżca. Tym, co na ich tle wyróżniało proces załogi Treblinki, był fakt, iż prokuratura zdołała uzyskać wysoki odsetek wyroków skazujących, w tym stosunkowo liczne wyroki dożywotniego więzienia. W ocenie Michaela Bryanta było to możliwe, gdyż dzięki buntowi i masowej ucieczce więźniów, do których doszło w sierpniu 1943 roku, zdołało ocaleć wielu bezpośrednich świadków zbrodni, których zeznania po dwudziestu latach okazały się kluczowe dla udowodnienia winy oskarżonych.

## Proces Franza Stangla w Düsseldorfie

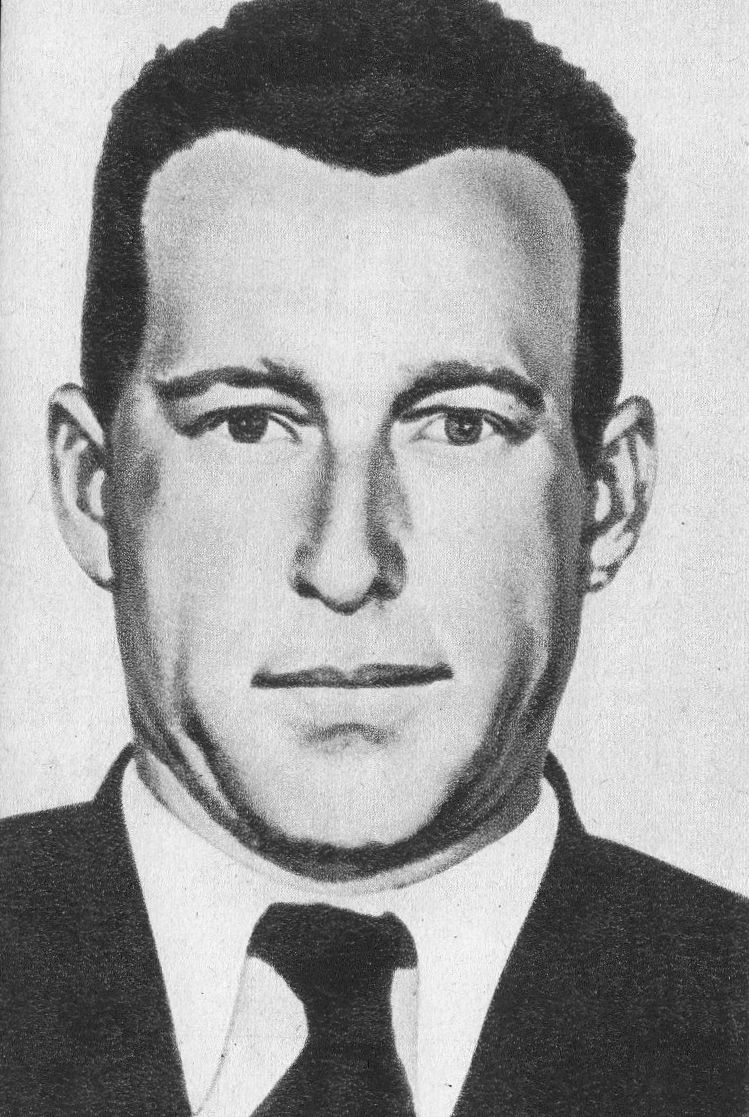
Franz Stangl

Franz Stangl, komendant obozów zagłady w Sobiborze i Treblince, zdołał po wojnie wymknąć się alianckiemu wymiarowi sprawiedliwości. Od 1951 roku przebywał wraz z rodziną w Brazylii. Na początku lat 60. władze austriackie zintensyfikowały jego poszukiwania, jednakże Stangl nadal zamieszkiwał w São Paulo, nie podejmując przy tym poważniejszych środków ostrożności. W pościg za byłym komendantem Treblinki włączył się „łowca nazistów” Szymon Wiesenthal. W połowie lat 60. nieznany z nazwiska informator w zamian za nagrodę w wysokości 7 tys. dolarów wskazał mu miejsce pobytu Stangla. W konsekwencji 28 lutego 1967 roku brazylijska policja dokonała jego aresztowania. O ekstradycję Stangla wystąpiły Austria, Izrael, Polska i RFN. Władze brazylijskie z przyczyn proceduralnych postanowiły deportować go do RFN. Ekstradycja nastąpiła pod koniec czerwca 1967 roku.
Proces Stangla przed sądem krajowym w Düsseldorfie rozpoczął się 13 maja 1970 roku. Bywa nazywany „drugim procesem załogi Treblinki”, chociaż Stangl występował w nim jako jedyny oskarżony. Oskarżenie reprezentował prokurator Alfred Spiess, który wcześniej występował jako oskarżyciel w procesie przeciwko Kurtowi Franzowi i jego towarzyszom. Stangl oparł linię obrony na umniejszaniu zakresu swojej odpowiedzialności. Początkowo twierdził, że nie wiedział, iż w Treblince są mordowani Żydzi. Później utrzymywał, że jako komendant Sobiboru i Treblinki odpowiadał wyłącznie za rozbudowę obozów, sprawy administracyjne oraz nadzór nad zrabowanym mieniem. Całkowitą odpowiedzialnością za prowadzoną w obozach akcję eksterminacyjną obarczał zabitego w 1944 roku Christiana Wirtha, inspektora ośrodków zagłady akcji „Reinhardt”.
Po raz kolejny na świadka wezwano Franciszka Ząbeckiego, a ocalone przez niego dokumenty posłużyły jako dowody rzeczowe. Na procesie zeznawali także ocalali więźniowie Treblinki (m.in. Abraham Kolski, Samuel Rajzman, Berek Rojzman, Kalman Taigman) i Sobiboru (Samuel Lerer, Hersz Cukierman i Stanisław Szmajzner). Żydowscy świadkowie zeznali między innymi, że Stangl był obecny podczas apeli w Treblince, w których trakcie wieszano lub karano chłostą więźniów oskarżonych o rozmaite wykroczenia przeciw obozowemu regulaminowi.
Sąd krajowy w Düsseldorfie ogłosił wyrok 22 grudnia 1970 roku. Stangl został uznany winnym współudziału w masowym mordzie na 900 tys. Żydów i skazany na karę dożywotniego pozbawienia wolności. Zmarł w więzieniu sześć miesięcy później.
Po ogłoszeniu wyroku Szymon Wiesenthal stwierdził:

Proces Stangla odegrał w Niemczech Zachodnich rolę najważniejszego procesu kryminalnego stulecia. Gdybym w całym swoim życiu nie zrobił nic więcej poza zatrzymaniem tego złoczyńcy, mógłbym sobie powiedzieć, że nie żyłem na darmo.

## Sprawa Fiodora Fedorenki

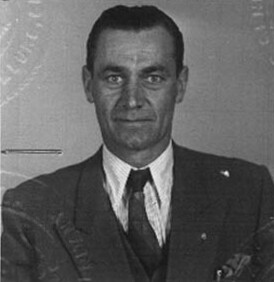
Fiodor Fedorenko

W 1978 roku w Stanach Zjednoczonych wszczęto postępowanie denaturalizacyjne przeciw Fiodorowi Fedorence – ukraińskiemu imigrantowi, który w czasie wojny był jednym z wachmanów pełniących służbę w Treblince. Jego proces toczył się w Fort Lauderdale na Florydzie. Na świadków wezwano kilku ocalałych więźniów Treblinki.
W wyniku postępowania Fedorenko został pozbawiony amerykańskiego obywatelstwa. W grudniu 1984 roku deportowano go do Związku Radzieckiego. W czerwcu 1986 roku, po dziesięciodniowym publicznym procesie, sowiecki sąd skazał go na karę śmierci przez rozstrzelanie. Wyrok wykonano miesiąc później.

## Sprawa Iwana Demianiuka
W 1975 roku Michael Hanusiak, ukraiński imigrant powiązany ze środowiskami lewicowymi, opublikował listę z nazwiskami 70 ukraińskich zbrodniarzy wojennych, którzy mieli jakoby przebywać na terytorium Stanów Zjednoczonych. Znalazło się na niej nazwisko Iwana (Johna) Demianiuka. Był on podejrzewany, że w czasie wojny służył jako strażnik w obozie zagłady w Sobiborze. Śledztwo przeciwko Demianiukowi wszczął wkrótce amerykański Urząd Imigracyjny. Zdjęcia podejrzanego wysłano do Izraela, gdzie kilku ocalałych z Holocaustu zidentyfikowało go jako „Iwana Groźnego” – słynnego z okrucieństwa strażnika, który obsługiwał komory gazowe w Treblince.
W 1977 roku biuro prokuratora federalnego w Cleveland formalnie oskarżyło Demianiuka, iż był „Iwanem Groźnym”. Po pewnym czasie do śledztwa włączyło się Biuro Dochodzeń Specjalnych (Office of Special Investigations) – specjalna agencja funkcjonująca w ramach Departamentu Sprawiedliwości, której zadaniem było ściganie zbrodniarzy nazistowskich ukrywających się na terytorium USA. Do Biura dochodziły sygnały świadczące, iż podejrzany mógł zostać pomylony z innym wachmanem, niemniej zapadła decyzja o podtrzymaniu zarzutów. Po wieloletniej batalii sądowej Demianiuk został pozbawiony amerykańskiego obywatelstwa. W styczniu 1986 roku deportowano go do Izraela.
16 lutego 1987 roku przed sądem w Jerozolimie rozpoczął się proces Demianiuka. Był to pierwszy od czasu Adolfa Eichmana proces przeciwko osobie podejrzewanej o zbrodnie nazistowskie, który toczył się w Izraelu. Towarzyszyły mu wielkie emocje. Byli więźniowie Treblinki w emocjonalny sposób identyfikowali Demianiuka jako „Iwana Groźnego”, a zgromadzona na sali sądowej publiczność obrzucała obelgami zarówno oskarżonego, jak i jego izraelskiego adwokata. Wyrok ogłoszono 25 kwietnia 1988 roku. Demianiuk został uznany winnym zarzucanych mu czynów i skazany na karę śmierci. Wkrótce na jaw wyszły jednak dowody, które jednoznacznie wskazywały, że Demianiuk nigdy nie służył w Treblince, a „Groźnym” był w rzeczywistości niejaki Iwan Marczenko. W rezultacie w lipcu 1993 roku izraelski Sąd Najwyższy uniewinnił Demianiuka, a niedługo później amerykański sąd przywrócił mu obywatelstwo i wyraził zgodę na jego powrót do USA.
Biuro Dochodzeń Specjalnych wszczęło nowe dochodzenie, które wykazało, że Demianiuk pełnił służbę w oddziałach z Trawnik i był strażnikiem w obozie zagłady w Sobiborze. W 2002 roku został ponownie pozbawiony amerykańskiego obywatelstwa, a siedem lat później deportowano go do Niemiec. W maju 2011 roku monachijski sąd pierwszej instancji skazał go na karę 5 lat więzienia za współudział w zbrodniach popełnionych w Sobiborze. Demianiuk zmarł w marcu 2012 roku, przed zakończeniem postępowania apelacyjnego.